# 竹居明男
竹居明男（たけい あきお、1950年6月15日 - ）は、同志社大学名誉教授。文化史家。専門は天神信仰。

## 来歴・人物
1950年京都市に生まれ、洛星高校を経て、1969年同志社大学文学部文化学科文化史学専攻に入学、笠井昌昭に師事。1972年修士課程入学、1979年同志社大学文学部助手、1981年専任講師、1984年助教授、1990年教授、2016年定年退職、名誉教授。

## 単著
- 『日本古代仏教の文化史』（吉川弘文館、1998年）オンデマンド版　2023年　ISBN　	9784642723299

## 編著
- 『天神信仰編年史料集成―平安時代・鎌倉時代前期篇』（国書刊行会、2003年）
- 『北野天神縁起を読む』（吉川弘文館、2008年）
- 『『日出新聞』記者金子静枝と明治の京都』（芸艸堂、2013年）

| スタブアイコン | サブスタブ | この項目は、まだ閲覧者の調べものの参照としては役立たない、人物に関連した書きかけの項目です。この項目を加筆・訂正などしてくださる協力者を求めています（P:人物伝/PJ:人物伝）。 |